# Sergej Grezin
Sergej Grezin (in russo Сергей Грезин?; Bijsk, 23 marzo 1971) è un ex cestista russo, fino al 1991 sovietico.

## Palmarès
- Campionato russo: 2

CSKA Mosca: 1993-94, 1994-95